# Iskra Welinowa
Iskra Welinowa (bulgarisch Искра Велинова; * 8. August 1953 in Sofia) ist eine ehemalige bulgarische Ruderin, die dreimal ein olympisches Finale erreichte.
Bei den Weltmeisterschaften 1975 in Nottingham gewann der Doppelvierer in der Besetzung Iskra Welinowa, Werka Alexiewa, Trajanka Wladimirowa, Swetlana Gintschewa und Steuerfrau Stanka Wrakilowa die Silbermedaille hinter dem Boot aus der DDR. Im Jahr darauf belegte der bulgarische Doppelvierer den vierten Platz bei den Olympischen Spielen 1976 in Montreal.
1977 wechselte Welinowa in den Einer und gewann hinter Christine Scheiblich aus der DDR die Silbermedaille bei den Weltmeisterschaften in Amsterdam. Bei den Weltmeisterschaften 1978 belegte Welinowa den vierten Platz und 1979 den sechsten Platz im Einer. 1980 wechselte sie in den Vierer mit Steuerfrau. Bei der olympischen Regatta 1980 gewann der bulgarische Vierer mit Ginka Gjurowa, Marijka Modewa, Rita Todorowa, Iskra Welinowa und Steuerfrau Nadeschda Filipowa die Silbermedaille hinter dem DDR-Vierer.
1981 kehrte Welinowa zum Skullrudern zurück und gewann zusammen mit Anka Bakowa im Doppelzweier die Bronzemedaille bei den Weltmeisterschaften in München. 1983 belegte sie mit Rumjana Potschilejewa den sechsten Platz. Nachdem Welinowa 1985 auf den achten Platz im Einer gerudert war, erreichte sie bei den Weltmeisterschaften 1986 mit Violeta Ninowa den vierten Platz im Doppelzweier. Zum Abschluss ihrer Karriere trat Welinowa bei den Olympischen Spielen 1988 in Seoul im Doppelvierer an und belegte wie zwölf Jahre zuvor den vierten Platz.